# Walterius caballeroae
Walterius caballeroae is een keversoort uit de familie Phengodidae. De wetenschappelijke naam van de soort is voor het eerst geldig gepubliceerd in 2008 door Zaragoza-Caballero.